# 胡庫里山
17°19′28″S 69°41′25″W / 17.32444°S 69.69028°W
胡庫里山（Juqhuri），是秘魯的山峰，位於該國南部塔克納大區，處於莫里河以下的玻利維亞邊境附近，屬於安第斯山脈的一部分，海拔高度5,223.1米。